# (1922) Zulu
Pour les articles homonymes, voir Zulu.
(1922) Zulu est un astéroïde de la ceinture principale extérieure découvert par Ernest Leonard Johnson en 1949 à l'observatoire de l'Union de Johannesburg
. Il fait partie des rares astéroïdes en résonance 2:1 avec Jupiter.
Cet astéroïde fut « perdu » peu après sa découverte mais fut cependant redécouvert en 1971 par Richard Eugene McCrosky, Cheng-yuan Shao et J.H. Bulger qui s'étaient basés sur sa position attendue, prédite par C. M. Bardwell de l'Observatoire de Cincinnati.